# Haltepunkt Köln-Holweide
Der Haltepunkt Köln-Holweide ist ein Haltepunkt an der nicht mehr vollständig betriebenen Bahnstrecke Köln-Mülheim–Lindlar, gelegen im Kölner Stadtteil Holweide und wird von der S-Bahn Köln durch die Linie S 11 bedient.

## Geschichte
Die Entstehung des Holweider Haltepunkts ist sehr eng mit dem Fußball verbunden. Anfang der 1950er Jahre spielte der damalige Verein SC Preußen Dellbrück erfolgreich um die deutsche Meisterschaft mit. Viele Fußballfans kamen auch aus Holweide, somit lag es nahe, dass diese bequem in die Sonderzüge zu den Auswärtsspielen einsteigen wollten. Die Holweider Fans beantragten einen Haltepunkt an der Bahnstrecke Köln-Mülheim–Bensberg, die 1868 durch die Bergisch-Märkische Eisenbahn-Gesellschaft eröffnet worden war.
Unterstützung fanden sie beim damaligen Vorsitzenden von Preußen Dellbrück, Willy Röhrig. Er setzte sich bei der Deutschen Bundesbahn dafür ein, dass ein Haltepunkt entstehen konnte. Die Bundesbahn kam dem Anliegen unter der Bedingung entgegen, es müsse eine provisorische Rampe zum Ein- und Aussteigen gebaut werden. Dies stellte für Willy Röhrig kein Hindernis dar, weil er Bauunternehmer war. Er ließ in kürzester Zeit einen Haltepunkt errichten. Die Bundesbahn erkannte diesen an und ließ die Züge ab 1950 dort halten. Auch nach den Fußballspielen hielten dort planmäßig die Züge und so war die Holweider Haltestelle geboren. Im Volksmund nannte man den Haltepunkt später „Willy-Röhrig-Gedächtnisbahnhof“.
Um der Zunahme des Pendlerverkehrs von Bergisch Gladbach nach Köln und dem deshalb dichter werdenden Fahrplan Rechnung zu tragen, entschloss sich die Bundesbahn zur Einrichtung eines S-Bahn-Betriebes. Nach Beginn der Streckenelektrifizierung und dem Ausbau gemäß S-Bahn-Standard ab dem Jahr 1972 konnte 1975 eine S-Bahn-Linie von Bergisch Gladbach bis nach Köln-Chorweiler gestartet werden.

## Lage und Aufbau
Der Haltepunkt Köln-Holweide liegt am nördlichen Rand des Stadtteils direkt an der Stadtteilgrenze zu Köln-Höhenhaus in der Mitte eines Wohngebietes. Die Station besitzt zwei 76 Zentimeter hohe Seitenbahnsteige. Einem Ausbau auf 96 Zentimeter Höhe steht der Güterverkehr in Richtung Bergisch Gladbach entgegen. Ebenerdige Zugänge auf jeder Seite und an beiden Enden Treppen mit Unterführungen für Fußgänger und Radfahrer runden die Anlage ab. An der östlichen Seite befindet sich außerdem eine Bushaltestelle der Linie 157 der Kölner Verkehrs-Betriebe.
Mit ihrer Lage zwischen den beiden Stadtteilen Holweide und Höhenhaus erhält die Station eine wichtige Funktion zur Erschließung und verfügt mit der S-Bahn über eine schnelle Verkehrsanbindung zum Kölner Hauptbahnhof.
Der Haltepunkt wird von der S-Bahn-Linie S11 bedient:
| Linie | Verlauf | Takt   |
| ----- | --- | ------ |
| S 11  | D-Flughafen Terminal – D-Unterrath – D-Derendorf – D-Zoo – D-Wehrhahn – Düsseldorf Hbf – D-Friedrichstadt – D-Bilk – D-Völklinger Straße – D-Hamm – NE Rheinparkcenter – NE Am Kaiser – Neuss Hbf – Neuss Süd – Norf – NE-Allerheiligen – Nievenheim – Dormagen – Dormagen-Chempark – Köln-Worringen – K-Blumenberg – K-Chorweiler Nord – K-Chorweiler – K-Volkhovener Weg – K-Longerich – K-Geldernstraße/Parkgürtel – K-Nippes – K-Hansaring – Köln Hbf – K-Messe/Deutz – K-Buchforst – K-Mülheim – K-Holweide – K-Dellbrück – Duckterath – Bergisch Gladbach Stand: Fahrplanwechsel Dezember 2023 | 20 min |

Im Busverkehr verkehrt folgende Linie:
| Linie | Fahrstrecke |
| ----- | --- |
| 157   | Ostheim – Neubrück – Merheim – Holweide, Vischeringstr. – Holweide – Höhenhaus – Dünnwald, Leuchterstraße – Dünnwald, Aeltgen-Dünwald-Str. |